# Skalnatý potok (přítok Hruštínky)
Skalnatý potok je potok na horní Oravě, v území okresu Námestovo. Jde o pravostranný přítok Hruštínky, měří 2,9 km a je tokem V. řádu.

## Pramen
Pramení v Oravské Maguře, v podcelku Budín, pod Babinskou hoľou v nadmořské výšce přibližně 860 m n. m.

## Popis toku
Teče výhradně severozápadním směrem, vstupuje do Oravské kotliny, do podcelku Hruštínske Podolí, kde protéká obcí Babín. V obci přibírá pravostranný přítok ze severozápadního svahu Prípora (1 105,8 m n. m.) a levostranný přítok z oblasti Pod Magurou. Za obcí ještě zleva přibírá přítok z oblasti Bučina, stáčí se na sever a v blízkosti obce ústí v nadmořské výšce cca 656 m n. m. do Hruštínky.